# Montevideo Bulldogs
Montevideo Bulldogs fue un equipo de fútbol americano de  Montevideo  (Uruguay), que compitió en la Liga Uruguaya de Football Americano (LUFA).
En 2009 se fusionó con Montevideo Sharks para crear un nuevo equipo, los Spartans Uruguay.

## Historia
Fundado el 22 de septiembre de 2007 por Marquis Williams y Jonathan Johnston, fue el equipo más nuevo de la LUFA.
Bulldogs comienza a funcionar como un equipo independiente en octubre de 2007 en el torneo Black Bowl, donde juega cuatro partidos amistosos contra los equipos de Barbarians, Celtas, Emperadores y Sharks, equipos con entre dos y seis años de experiencia.
En junio de 2008 Bulldogs participa oficialmente del torneo Red Bowl, donde adquiere gran experiencia al poder jugar a un nivel más competitivo para el equipo y la cual será depositada en el Black Bowl que comenzara el 27 de septiembre de 2008.
Durante los meses de julio y agosto de 2008, nueve de sus jugadores se incorporaron a los entrenamientos de la selección uruguaya (charrúas) con la posibilidad de adquirir experiencia para luego invertirla en el equipo, practicando en un nivel superior del juego acostumbrado, los nueve convocados participaron en el enfrentamiento de Uruguay-México el 24 de agosto en Montevideo.
A mediados del 2009 Bulldogs se fusiona con el equipo Sharks de la LUFA y así se fundó, el día 29 de agosto de 2009, una nueva franquicia en la Liga, los Spartans.

## Última plantilla
1. Alejandro Balardini (81)
2. Christian García (14)
3. Daniel Berniger (8)
4. Daniel Garrido (22)
5. Gabriel Lima (20)
6. Guzman Freigedo (51)
7. Ignacio Franco (83)
8. Javier Bonina (2)
9. Joaquín Tolosa (9)
10. Juan Pedro Arin (15)
11. Leonardo Piccirillo (50)
12. Matías Nader (19)
13. Matías Tiscornia (21)
14. Mauro Balduccio (89)
15. Michel Toledo (12)
16. Ricardo Ivaldi (7)
17. Sebastián Bilche (25)